# WaterCar Gator
WaterCar Gator – amfibia połączona z samochodem terenowym produkowana przez amerykańską firmę WaterCar z siedzibą w Fountain Valley w Kalifornii w latach 2010-2012. Konstrukcja z włókna szklanego jest oparta na samochodzie Jeep Wrangler, a zmodyfikowana skrzynia biegów oraz silnik po tuningu pochodzą z Volkswagena Garbusa. Podwozie natomiast zostało oparte na buggy Meyers Manx.